# Resolució 1464 del Consell de Seguretat de les Nacions Unides
La Resolució 1464 del Consell de Seguretat de les Nacions Unides fou adoptada per unanimitat el 4 de febrer de 2003. Després de reafirmar el seu compromís amb la sobirania, la integritat territorial i la unitat de Costa d'Ivori, el Consell va demanar l'aplicació de l'acord de pau signat a Linas-Marcoussis per posar fi a la Primera Guerra Civil de Costa d'Ivori.

## Resolució

### Observacions
El Consell de Seguretat va començar recordant la importància de la bona relació, la no interferència i la cooperació regional. Va assenyalar la decisió de la Comunitat Econòmica dels Estats de l'Àfrica Occidental (ECOWAS) de desplegar una força de manteniment de la pau a Costa d'Ivori i va donar suport als seus esforços per promoure una solució pacífica del conflicte. Els reptes restaven al país i el Consell va determinar que la situació era una amenaça per a la pau i l'estabilitat internacionals de la regió.

### Actes
L'acord signat a Linas-Marcoussis el gener de 2003 per part de les parts de Costa d'Ivori va ser aprovat pel Consell i les seves disposicions relatives a l'establiment d'un govern de reconciliació nacional i un comitè de seguiment. Es va demanar al secretari general Kofi Annan que formulés recomanacions sobre com les Nacions Unides podrien donar suport a l'aplicació de l'acord. També havia volgut nomenar un Representant Especial del Secretari General per Costa d'Ivori amb seu a l'antiga capital Abidjan.
La resolució condemna les violacions dels drets humans i del dret internacional humanitari al país des del 19 de setembre de 2002, quan el Moviment Patriòtic de Costa d'Ivori va prendre el control de la segona ciutat més gran i va acollir amb satisfacció el desplegament de l'ECOWAS i forces franceses de manteniment de la pau.
Les forces van ser autoritzades, sota el capítol VII i el Capítol VIII de la Carta de les Nacions Unides, per utilitzar totes les mesures necessàries per garantir la seva llibertat de moviment i protegir civils durant sis mesos. També se'ls va exigir que informessin periòdicament sobre la implementació dels seus mandat.
Finalment, tots els estats veïns de Costa d'Ivori van ser convocats a donar suport al procés de pau al país i prevenir accions que soscavessin la seva seguretat, com ara la proliferació de les armes i el moviment de grups armats i mercenaris.